# 海克·德内
海克·德内（德語：Heike Dähne，1961年10月15日—），德国女子游泳运动员，主攻自由泳和蝶泳。她曾代表东德参加1980年夏季奥林匹克运动会游泳比赛，获得女子800米自由泳铜牌。